# Sclerencoelia
Sclerencoelia is een geslacht van schimmels behorend tot de familie Sclerotiniaceae. De typesoort is Sclerencoelia fascicularis.

## Soorten
Volgens Index Fungorum telt het geslacht drie soorten (peildatum maart 2023):
| Soortnaam                                   | Auteur(s)                        | Publicatiejaar |
| ------------------------------------------- | -------------------------------- | -------------- |
| Sclerencoelia fascicularis                  | (Alb. & Schwein.) Pärtel & Baral | 2016           |
| Sclerencoelia fraxinicola (Essenschijfzwam) | Baral & Pärtel                   | 2016           |
| Sclerencoelia pruinosa                      | (Ellis & Everh.) Pärtel & Baral  | 2016           |